# Zéphyrin (prénom)
Pour l’article homonyme, voir Zéphyrin.
Zéphyrin, aussi écrit Zéphirin, est un prénom masculin français d’origine grecque, signifiant « vent de l’ouest ».

## Variantes
Les variantes féminines de Zéphyrin sont : Zéphyrine ou Zéphirine.
- bulgare, russe, serbe, ukrainien : Зефирин
- catalan : Zeferí (féminin : Zeferina)
- cébouano : Zeperino
- danois : Zefyrinus
- espagnol : Ceferino
- espéranto : Zefireno
- grec : Ζεφυρίνος
- italien : Zefirino
- latin, allemand, anglais, estonien, néerlandais, suédois : Zephyrinus
- letton : Zefyrinas
- occitan : Zefirin (féminin : Zefirina)
- polonais : Zefiryn
- portugais : Zeferino
- roumain : Zefirin
- slovaque : Zeferinus
- tchèque : Zefyrinus

## Personnes notables
- Saint Zéphyrin, évêque de Rome, fêté le 20 décembre.
- Zéphirin Camélinat, (14 septembre 1840 - 5 mars 1932), syndicaliste, homme politique et directeur de la Monnaie de Paris durant la Commune
- Jean-Joseph Zéphirin Gerbe, naturaliste français
- Zéphyrin Gimenez Malla (1861-1936), laïc catholique gitan, martyr et bienheureux
- Zéphirin Diabré, universitaire, homme politique et homme d'affaires burkinabé
- Zéphirin Jégard, alias Zéfirin Jégard ou Zef Jégard, espérantophone français
- Zéphirin Jeantet, homme politique socialiste et résistant français
- Gilbert Anne Francois Zéphirin de Pommereul, général d'Empire
- Louis-Zéphirin Joncas, fonctionnaire, journaliste et homme politique canadien
- Louis-Zéphirin Moreau, évêque québécois
- Narcisse-Zéphirin Lorrain, évêque québécois
- Pour les autres personnalités prénommées Zéphyrin : Tous les articles commençant par « Zéphyrin »

## Botanique
- Zéphirine Drouhin, variété de rosier de type Bourbon.